# Le Beugnon
Le Beugnon era una comuna francesa situada en el departamento de Deux-Sèvres, de la región de Nueva Aquitania, que el 1 de enero de 2019 pasó a ser una comuna delegada de la comuna nueva de Beugnon-Thireuil.

## Geografía
Situada al oeste del departamento, a 20 km al suroeste de Parthenay.

## Historia
El 1 de enero de 2019, pasó a ser una comuna delegada de la comuna nueva de Beugnon-Thireuil al fusionarse con la comuna de La Chapelle-Thireuil.

## Demografía
| 594 | 515 | 442 | 401 | 355 | 363 | 331 | 295 |
| Para los censos de 1962 a 1999 la población legal corresponde a la población sin duplicidades (Fuente: INSEE [Consultar]) |     |     |     |     |     |     |     |